# 佐藤あつ子
佐藤 あつ子（さとう あつこ、1920年3月20日 - 2018年4月12日）は日本の洋画家。大調和会員として活躍。平沢善之助、北村巌に師事。日本を代表する女流洋画家の一人。

## 経歴
大正9年熊本県荒尾市生まれ。生家は銀行家で、9人姉弟の6女として、5人の姉とすぐ下の長男に挟まれて育つ。小学校4年で台湾の高雄に一家して移住。高雄の第一高女を卒業後、台南師範（現国立台南大学）に進む。卒業後は教師になり左営小学校で教鞭をとる。昭和21年、24歳で父に次いで母も亡くし、単身で故郷熊本に引き上げる。その後上京し、同じ台湾出身の埴谷雄高の知遇を得て、当時雑誌「改造」の編集者だった佐藤宏と引き合わされ結婚。佐藤宏はのち日本大学英文科で教鞭をとる。娘が中学に進学し親離れしたときに絵を描く事を宣言。「佐藤あつ子画集」他多数。杏、睡蓮をテーマとした田舎の風景画を得意とする。

## 受賞歴
昭和49年大調和点に初入選、新人賞を受賞。翌年佳作賞、努力賞を続けて受賞。昭和53年第7回現代洋画精鋭選抜展で銀賞（特別賞）を受賞、新鮮な画風が審査員の注目を集めた。翌年再び銀賞。翌年60歳の時に第9回選抜展で金賞受賞。